# 須加みき
須加 みき（すが みき、4月17日 - ）は、日本の女性声優。以前は湘南テアトロ☆デラルテに所属していた。血液型はA型。神奈川県出身。

## 出演作品

### テレビアニメ
2002年
- 満月をさがして（アイドル、看護婦、スタッフ）
- ボンバーマンジェッターズ（ヒゲヒゲ団員、ドルフィンボンバー、チュウコ、クラゲ美人、ママエレファン、ヒゲ代、ラブラドールX、メロディ、ベンゴ、ヒゲキャディ 他）

2003年
- こちら葛飾区亀有公園前派出所（美女、耕一）
- テニスの王子様（岩倉千恵子、客）
- ふたつのスピカ（女子生徒1、女子B、主婦B、家庭教師、子供、生徒、先生、女の子、ナース、プラネタリウムの声）

2004年
- Get Ride! アムドライバー（ナナの母親）
- こちら葛飾区亀有公園前派出所（星山あかり）

2005年
- 絶対少年（母親、女の子、店長、女、電話のアナウンス 他）

2006年
- ひぐらしのなく頃に（レナの母、コメンテーター、おばちゃん）

2007年
- CODE-E（秋村ひとみ）
- しおんの王（同級生A、職員、看護士、岡、女性キャスター、石渡の妻、女将）
- ひぐらしのなく頃に解（レナの母、女子生徒、児童相談員）

2008年
- ヴァンパイア騎士（女子生徒、社長、教師）
- ヴァンパイア騎士 Guilty（少年の母、家庭教師、李土の下僕）
- 純情ロマンチカ（女子学生、女子生徒、上條の母）
- 純情ロマンチカ2（女子学生、看護師）
- ドルアーガの塔 〜the Aegis of URUK〜（子供A{少年[1]}）
- Mission-E（看護師）

2009年
- うみねこのなく頃に（民生委員）
- ドルアーガの塔 〜the Sword of URUK〜（秘書）

### OVA
2007年
- TAMALA ON PARADE（つばめ、エクトプラズムD）

### 劇場アニメ
2002年
- TAMALA2010 a punk cat in space（スズメ）

2007年
- 秒速5センチメートル（カナエ母）

### Webアニメ
2003年
- Vie Durant（テレーゼ）

### ゲーム
2004年
- 機甲兵団 J-PHOENIX2（モミジ・タチバナ）

### ラジオ
- FMおだわら「AFTERNOON GARDEN Friday」（パーソナリティ）
- FMおだわら「FRIDAY KUSU2 BOX」（パーソナリティ）
- FMおだわら「GOOD DAY!ODAWARA（水曜日、金曜日）」（パーソナリティ）
- FMおだわら「音楽と旅する」（ナビゲーター）
- FMおだわら 小田原コロナワールドクリスマス公開生放送（パーソナリティ）
- FMおだわら 小田原競輪サンサンガールズ「Heart Smile」公開生放送（パーソナリティ）

### ラジオドラマ
- FMおだわら連続ラジオドラマ劇場 3rd season カフェ・エメラルド (かな)
- J-WAVE TokyoSuperStitionラジオドラマ（おきぬ）

### ドラマCD
2003年
- アニメ店長B'店長候補生 日常業務（女性客B、）※アニメイト 2003年7月 夏のAVまつりで配布
- きみにしか聞こえない CALLING YOU（女子生徒）

2004年
- Vie Durant シリーズ
  - ヴィ・ジュアル サウンドドラマDVD（テレーゼ）
  - Drama Album Vie Durant 3（マリエ赤ちゃん）
- GATE シリーズ
  - GATE I 契約（女子生徒A）
  - GATE II 始動（男の子）
- アニメ店長B'店長候補生 シリーズ
  - アニメ店長B'店長候補生 Drama&Radio Talk Album 研修報告 Vol.1（覆面猫・女子A）
  - アニメ店長B'店長候補生 Drama&Radio Talk Album 研修報告 Vol.2（女子A）

2005年
- 鬼絆(きずな) この陰りある哭のままに（鬼崎凱の幼少時代、2005年6月24日）
- 秘密のクラブへようこそ！（女性教師、2005年12月22日）

2006年
- ヴァンパイア騎士 ミッドナイトCD-PACK（女子生徒）※LaLa 2006年春 応募者全員サービス

### 舞台
- 第1回公演『見果てぬ夢』（羽生田美貴）
- 第2回公演『煙が目にしみる』（原田泉）
- 第3回公演『誰かが誰かを愛している』（星あかね）
- 第4回公演『アルジャーノンに花束を』（ストラウス）
- 第5回公演『幸せのアルデンテ』（平野絵美）
- 第6回公演『想い出のガーデニア』（萩原百合子）
- 第7回公演『微笑みのサムシング』（木村今日子）
- 第9回公演『幸せのアルデンテ』（平野絵美）※再演
- 第10回公演『ウェルメイド家族』（山川美佐江）
- 第11回公演『シロツメクサの花咲く』（江崎さよ）
- 第12回公演『はちみつ〜フルコースバージョン〜』（ちなみ）
- 平塚市民演劇フェスティバル『別役実のコント検定!〜不条理な笑いのライセンスをあなたに』（『誘拐』）
- 劇団・湘南アクターズワンコインシアター『十二人の怒れる男』（陪審員二号）
- 第14回公演『ふしぎちゃん〜HELLO&GOODBYE〜』（今宮今日子）
- 劇団・湘南アクターズワンコインシアター『ふしぎちゃん〜HELLO&GOODBYE〜』（今宮今日子）
- 平塚市民演劇フェスティバル『法王庁の避妊法(特別版)』（とめ）